# Max-Eyth-See

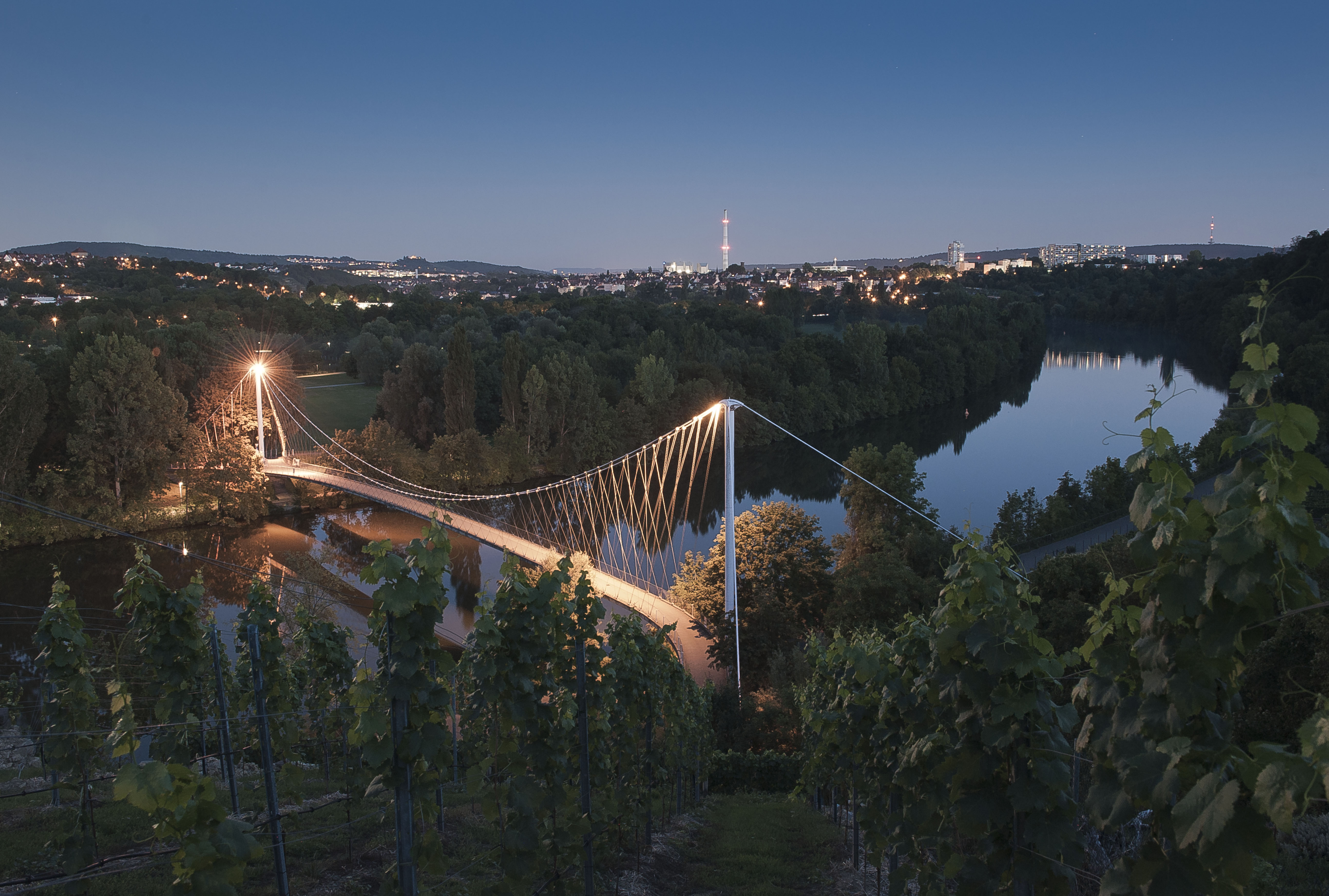
Max-Eyth-Steg

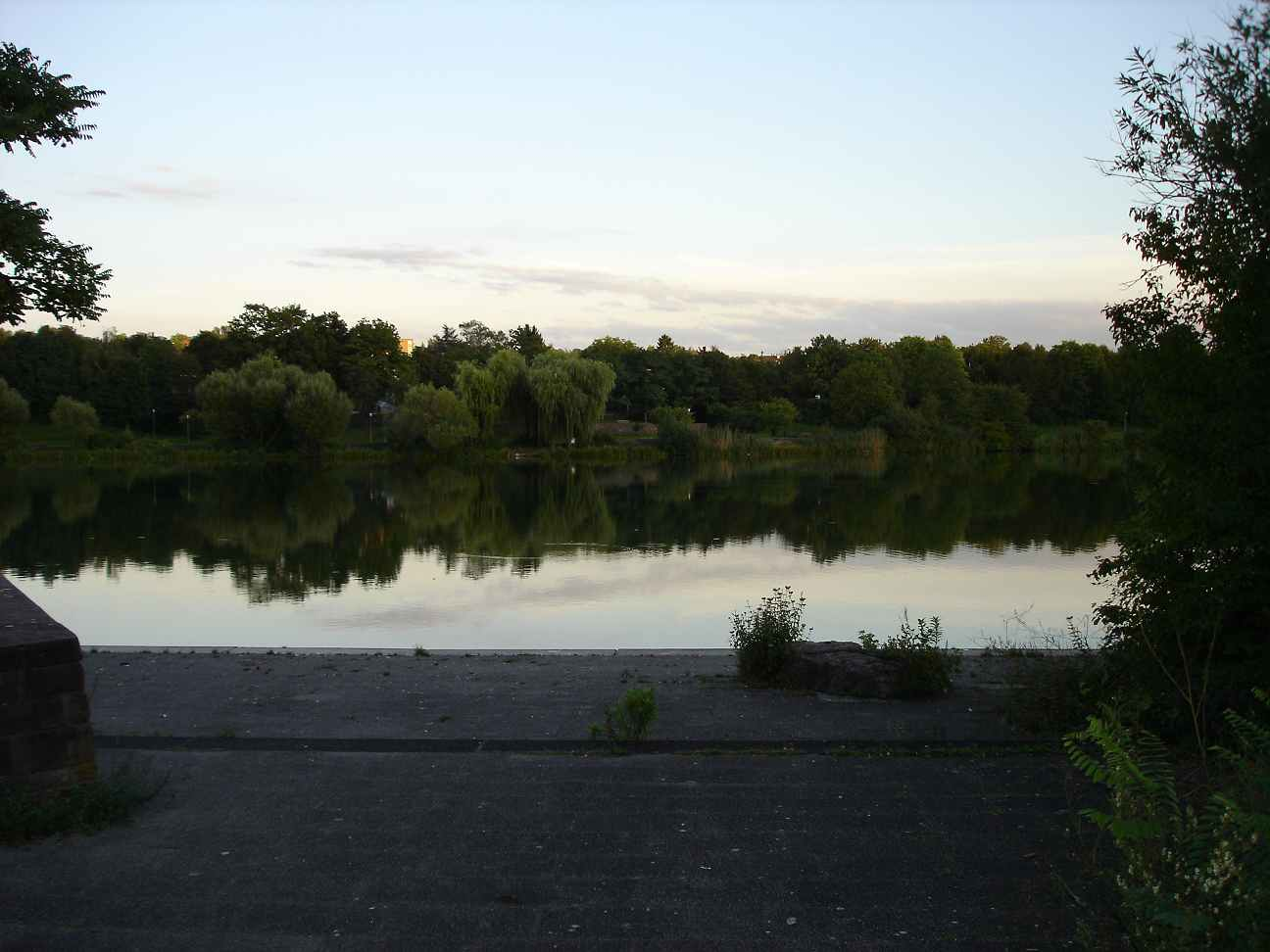
Blick von der Halbinsel

Der Max-Eyth-See in Stuttgart ist ein künstlich angelegter See direkt am Neckar, am Fuße von Weinbergen zwischen Mühlhausen und Hofen gelegen.

## Geschichte
In den 1920er Jahren wurde in Hofen Kies in einer zunehmend wachsenden Grube abgebaut, welche den Ursprung des heutigen Max-Eyth-Sees bildet. 1935 entstand dann Stuttgarts größter See im Zuge der Kanalisierung des Neckars. Karl Epple, der Inhaber eines der kiesabbauenden Unternehmen, machte der Stadt Stuttgart den Vorschlag, den See zu einer Freizeitanlage auszubauen. So wurde am 24. Juli 1935 Süddeutschlands modernste „Volkserholungsstätte“ eingeweiht. Daher gilt der Unternehmer Karl Epple als „Vater“ des Max-Eyth-Sees. Von 1935 bis zum Beginn des Zweiten Weltkriegs war am Süd-Ost-Ufer ein Strandbad eingerichtet. Der See war damals kein eigentlicher See, sondern eine Erweiterung des Neckars mit liebevollen Details wie z. B. einem Leuchtturm und Ausflugsschiffen. Mehrfach wurden auf dem See Segelregatten durchgeführt, in den Jahren 1953 und 1954 auch Motorbootrennen. 1961 wurden das Gelände und der See unter Landschaftsschutz gestellt. Der See ist 575 Meter lang und 345 Meter breit und wird durch eine Halbinsel in zwei Schenkel geteilt. Namensgeber des Sees ist der schwäbische Ingenieur und Schriftsteller Max Eyth (1836–1906). Die offizielle Benennung erfolgte im Jahr seines 100. Geburtstags am 1. September 1936.
Während des Zweiten Weltkriegs diente der See den Piloten als Orientierungspunkt, sodass ein Damm gebaut und der See leergepumpt wurde. Ein Dammbruch im Jahre 1949 füllte den See erneut mit Wasser.
Zwei Jahrzehnte später erfuhr das Gelände eine grundlegende Neugestaltung, Uferzonen wurden neu definiert und befestigt.
Allerdings fehlte die Zufuhr von sauberem Grundwasser und im Sommer kam es oft zu einer Algenblüte. Ein 2010 eingerichteter Grundwasserzulauf und das Abschotten des Damms zum Neckar hat die Wasserqualität ein Stück weit verbessert, die Anfälligkeit für Algenblüte und Sauerstoffmangel besteht aber fort.

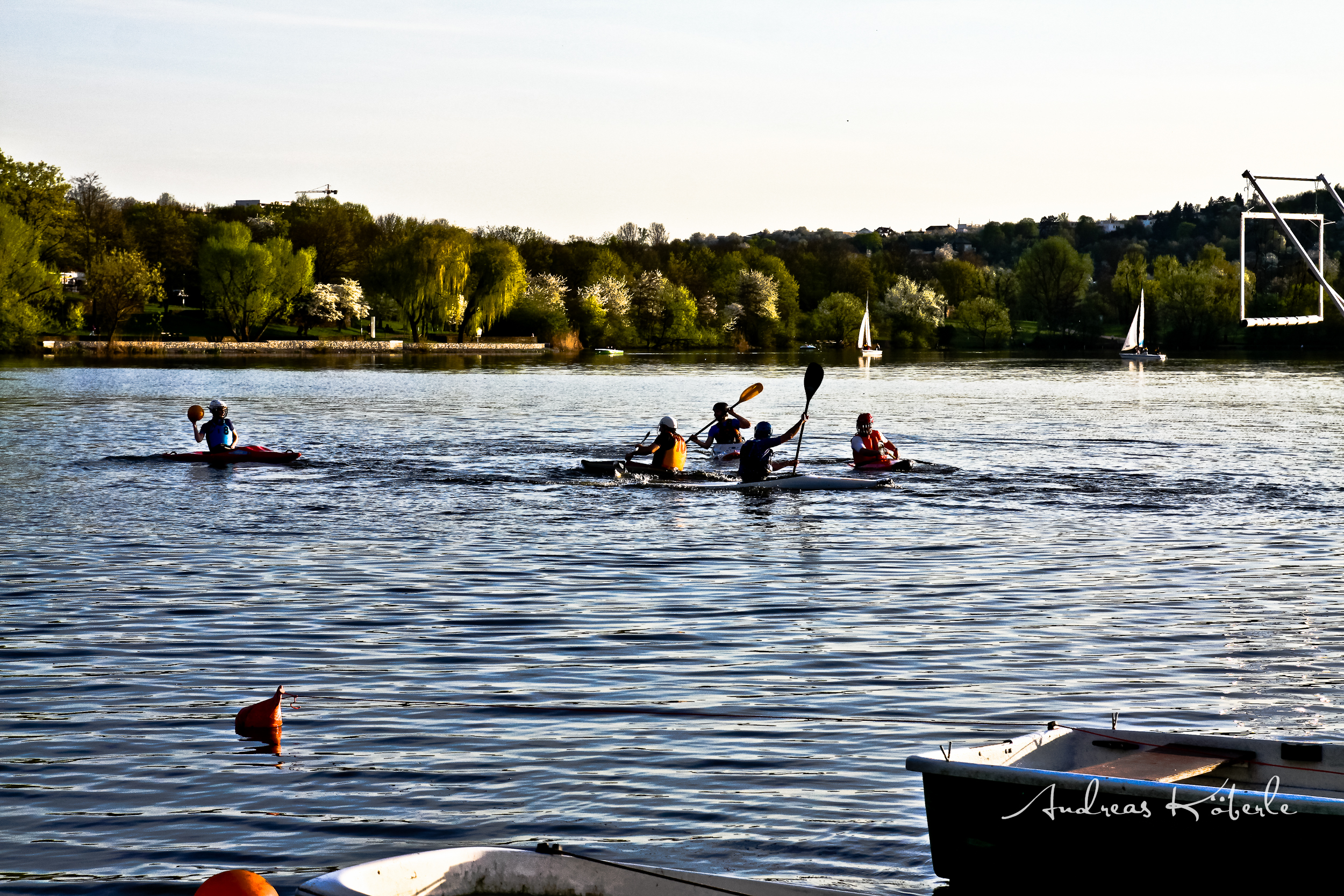
Kanupolo

## Freizeit
Das weitläufige Gebiet um den See ist eines von vielen Naherholungsgebieten der Stuttgarter Bevölkerung. Man kann auf den um den See angelegten Wegen wandern, spazieren gehen, Rad oder Inline-Skates fahren. Es gibt große Rasenflächen mit alten Bäumen und einige Grillplätze sowie einen kleinen, künstlich angelegten Sandstrand auf der in den See ragenden Halbinsel. Es gibt einen Verleih von Tret-, Ruder- oder Elektrobooten. Am See wird geangelt. Das Baden im See ist wegen mangelhafter Wasserqualität seit 1978 nicht mehr erlaubt. Auch das Schlittschuhlaufen im Winter ist untersagt. Neben einem kleinen Biergarten auf einer Halbinsel existieren noch zwei Restaurants mit jeweils großem Biergarten, das Haus am See und die Vereinsgaststätte der DLRG Treffpunkt am See. An Wochenenden drängen sich bis zu 15.000 Menschen in dem Bereich.

## Natur
Der große Artenreichtum und die naturbelassene Uferlandschaft des unter Landschaftsschutz gestellten Sees ist Lebensraum für viele seltene Tiere und Pflanzen inmitten der Stadt geworden. Im nordwestlichen Teil des Sees sind drei Vogelschutzinseln als Europäisches Vogelschutzgebiet „Vogelinsel Max-Eyth-See“ ausgewiesen, welche Graugänse, Schwäne, Teich- und Blässhühner, Kormorane und Graureiher beheimaten. Dabei verzichtet der Württembergische Anglerverein seit Jahrzehnten freiwillig darauf, den nordwestlichen Teil des Sees zu befischen. Der Max-Eyth-See bildet zusammen mit dem angrenzenden Neckar einen Lebensraum für Eisvögel. Ebenfalls kann man auf dem See Haubentaucher beobachten. Seit 2018 werden immer häufiger nichtheimische Vogelarten angetroffen, wie Nilgans und Schwarzschwan. Am Seeufer leben u. a. Eichhörnchen, Mauswiesel und Waldkäuze. Im Winter beobachtet man auf dem See Reiher- und Tafelenten. Anfang 2021 wurde das Vogelschutzgebiet erweitert und Fußwege zurückgebaut.
Ins Wasser können vor allem wegen des Sportbootbetriebs keine Strukturen eingebracht werden, die den Lebensraum der Fische verbessern. Zum Schaffen von mehr Laichmöglichkeiten brachte der Württembergische Anglerverein 2011 künstliche Laichhilfen ein, die nach der Fortpflanzungsperiode wieder entfernt wurden.
Der Max-Eyth-See ist ein übermäßig nährstoffreiches, sehr produktives Stillgewässer, das vor allem unter der starken Produktion von Kleinalgen und Zooplankton leidet. Außerdem wird der See fast ausschließlich mit Neckarwasser gespeist. Vor allem in heißen Sommern ist der See regelmäßig vom Umkippen bedroht, wobei eine bei Bedarf eingeschaltete Wasserfontäne Sauerstoff in den See einbringt.

## Wasserqualität und Fischsterben
Nach einem kalten Frühling kam es im heißen Sommer 2015 zu einem für viele Fische tödlichen Sauerstoffmangel, was kurzfristig mit zusätzlichem Frischwasserzulauf, Umwälzung und Belüftung bekämpft wurde. Mithilfe von Eisen(III)-chlorid sollte im Frühjahr 2016 Phosphat im See gebunden werden.
Im Sommer 2019 kam es erneut zu einer Hitzewelle. Dies führte zu Trockenheit und einer erhöhten Wassertemperatur. Im August 2019 bildeten sich dadurch vermehrt Blaualgen. Durch diese werden Giftstoffe ausgesondert, die für Menschen und andere Lebewesen gesundheitsgefährdend sind, daher wurde eine Warnung herausgegeben. Durch die Ausbreitung der Blaualgen bekam ein Großteil der Pflanzen im See zu wenig Licht, starben ab und sanken auf den Boden ab. Am Boden wurden diese dann von Cyanobakterien zerlegt, die dazu Sauerstoff verbrauchen. So wurde im See mehr Sauerstoff gebunden, als über die Wasseroberfläche aufgenommen werden konnte. Der Sauerstoffgehalt des Wassers sank auf einen Wert von rund 1,5 Milligramm pro Liter am 2. September (bereits bei Werten unter vier Milligramm pro Liter besteht eine kritische Situation für Fische im See). Am Abend des 1. Septembers begann das Technische Hilfswerk daher das Wasser mithilfe einer Pumpe umzuwälzen und mit Sauerstoff anzureichern. Auch der Württembergische Anglerverein setzte Belüftungspumpen ein. Mit Unterstützung der THW-Ortsverbände Böblingen, Backnang und Ludwigsburg wurde die Pumpleistung auf 21 000 Liter pro Minute erhöht. Trotzdem verendete seit Umkippen des Sees ein Großteil des Fischbestands, rund 50 000 Fische. Auch Schildkröten, die zum Atmen an die Luft kommen, sind durch die Gifte der Algen gestorben.

## Projekte und Initiativen
Im Januar 2008 wurde die Initiative „Der Max-Eyth-See Stuttgart soll sauber werden“ vom Kabarettisten Christoph Sonntag mit Unterstützung der Landesstiftung Baden-Württemberg, zahlreicher Partner und Sponsoren ins Leben gerufen. Von April bis Anfang Juni 2008 wurde als erster Schritt zwischen dem EnBW-Pumpwerk Hofen und dem Max-Eyth-See die erste Wasserleitung gebaut, welche dem See seitdem über die Sommermonate 7 l/s sauberes Grundwasser zuführt.
Ende Juli 2008 unterstützte die Stiphtung Christoph Sonntag ein Projekt des Jugendrats Mühlhausen und finanzierte den Bau eines Sandstrands direkt am Max-Eyth-See.
Im März 2009 erfolgte der Spatenstich für das Klassenzimmer am See. Mit dem Bauwerk wurde direkt am Max-Eyth-See ein frei zugänglicher Platz geschaffen, der vor allem für Schulklassen ein „open-air“ Klassenzimmer rund um die Themen „Natur, Wasser und ökologische Kreisläufe“ darstellt. Im Juli 2009 wurde das Bauwerk im Rahmen des SWR3 SEEFESTS 2009 feierlich eingeweiht.
Ende März 2010 wurden die Bauarbeiten für die zweite Frischwasserleitung begonnen und vor dem Sommer 2012 fertiggestellt. Seit April 2012 werden in den Sommermonaten so zusätzlich 33 l/s Frischwasser in den See am Südufer eingeleitet. Bis zum Jahr 2012 wurden rund 1,3 Millionen Euro aus Geld- und Sachleistungen investiert. In den Jahren bis Juni 2015 hatte sich die Wasserqualität um 30 Prozent verbessert.
Das Badeverbot blieb trotz der Frischwasserleitungen bestehen. Regelmäßige Wasseruntersuchungen sollten Ende 2013 Grundlage für Entscheidungen über das weitere Vorgehen sein.

## Clubs und Vereine
- Der Württembergische Anglerverein ist hier beheimatet.
- Der Landesverband der Deutschen Lebens-Rettungs-Gesellschaft DLRG sowie die DLRG-Jugend haben am Max-Eyth-See ihre Geschäftsgebäude. Ein Stück weiter Richtung Neckar liegt das Rettungszentrum der DLRG-Bezirk Stuttgart.
- Bekannte Clubs und Bootsvereine haben am Ufer ihre Anlegestellen, wie z. B. die Akademische Seglervereinigung Stuttgart, der Stuttgarter Kajak Club (StKC), der Marineverein Stuttgart 1899 und der Stuttgarter Segel-Club.
- Die Stuttgarter Jugendhaus gGmbH betreibt seit 1971 das reetgedeckte Bootshaus für die Kinder- und Jugendarbeit.

## Anfahrt
- Die Haltestelle Max-Eyth-See wird von den Stadtbahnlinien U12, U14 und der Buslinie 54 bedient.
- Einige Parkplätze gibt es am Haus am See, außerdem befinden sich Parkplätze in der Nähe der Stadtbahnhaltestelle.

## Fotos

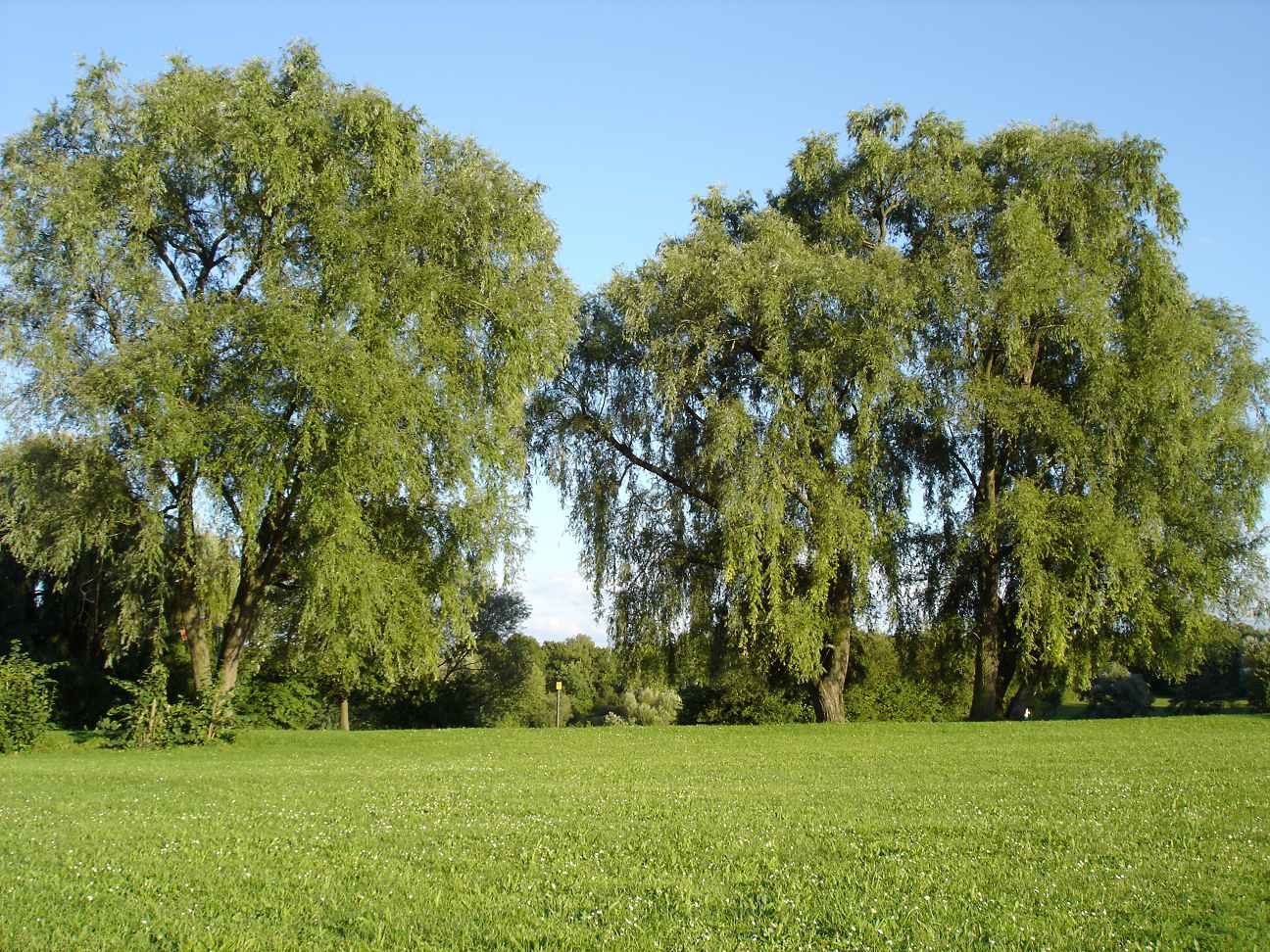
Liegewiese
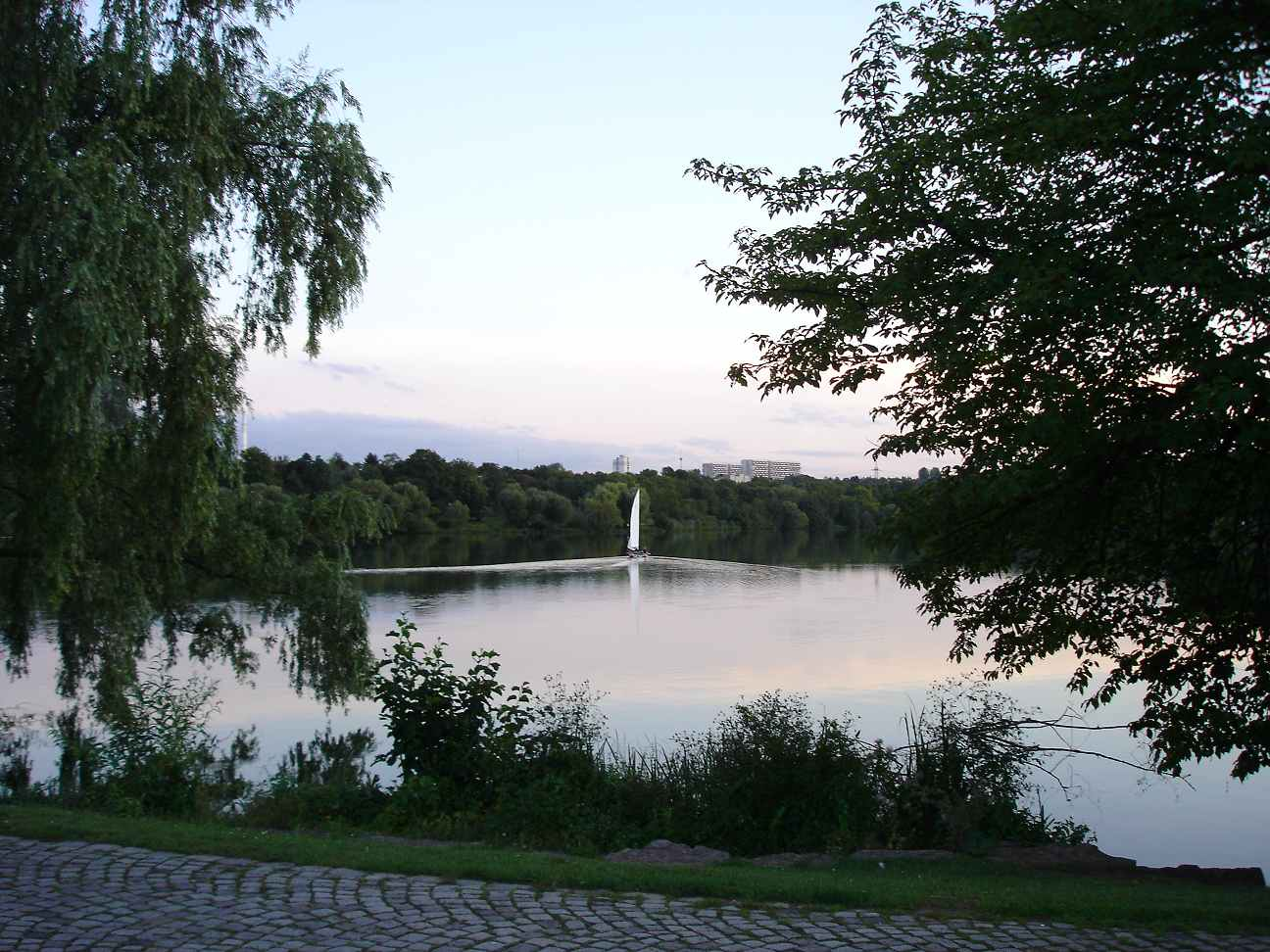
Abendlicher See
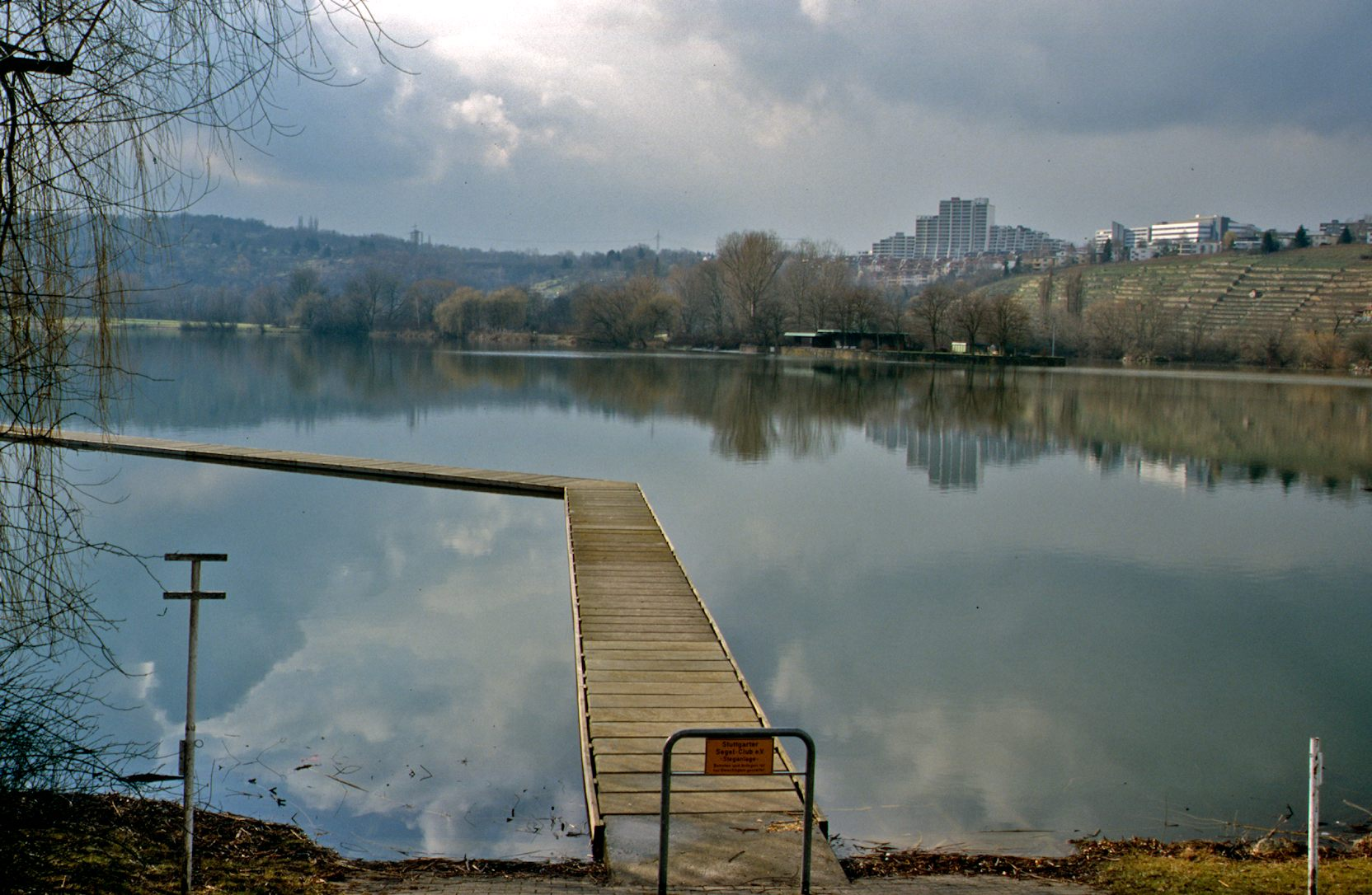
Max-Eyth-See (2000)
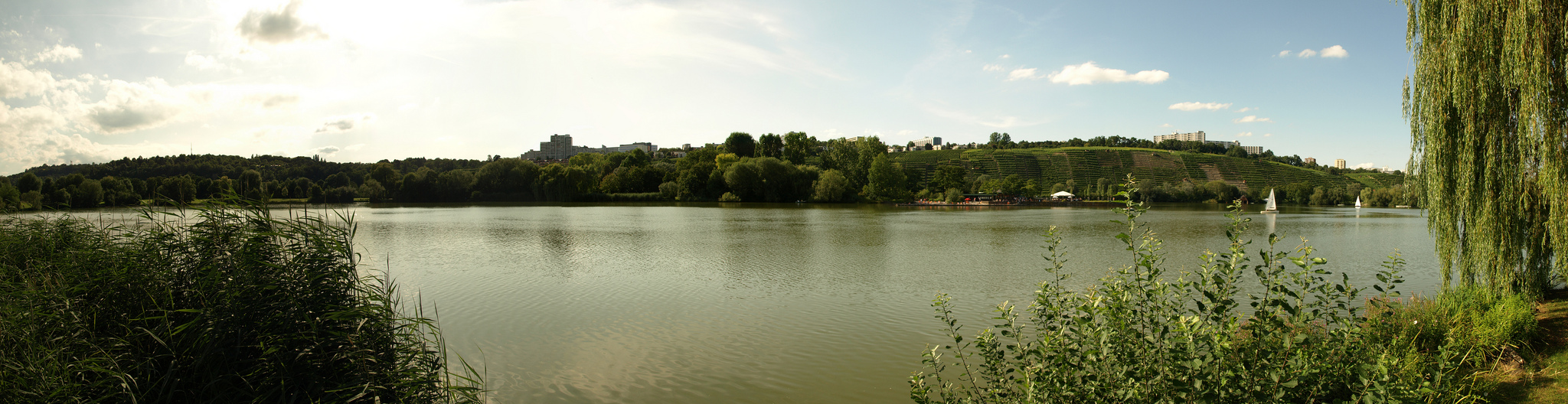
Max-Eyth-See Panorama im Sommer 2009
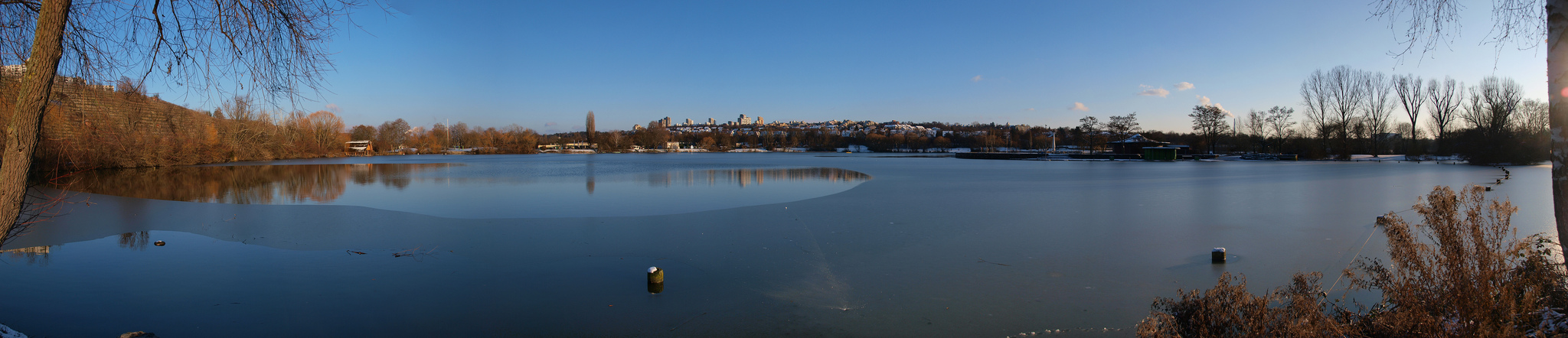
Max-Eyth-See Panorama im Winter, Januar 2010
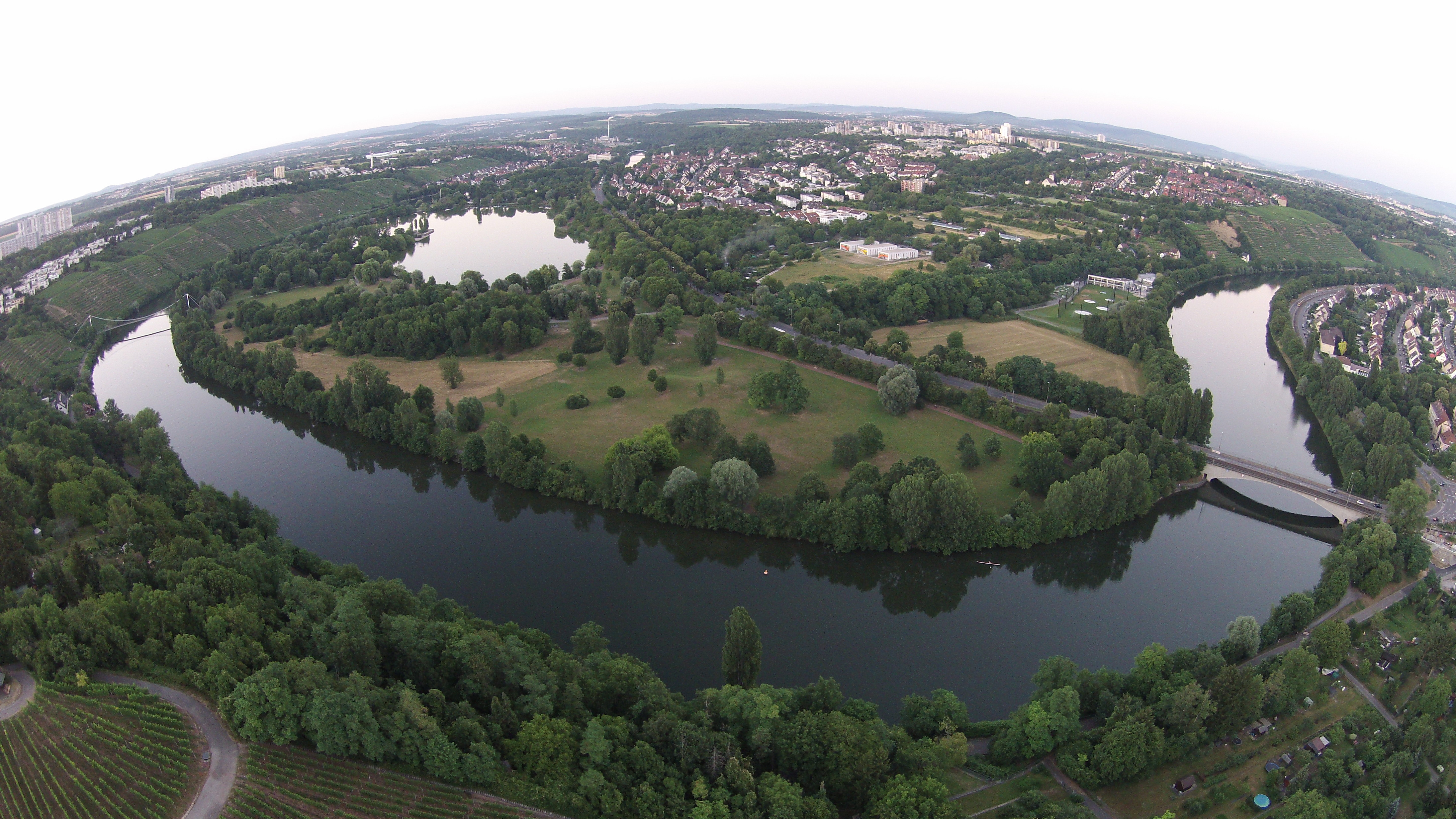
Luftaufnahme: Der Neckar und Max-Eyth-See aus Richtung Süd-West (Schnarrenberg)